# ولیگندلا
ولیگندلا (به انگلیسی: Veligandla) یک روستا در هند است که در آندرا پرادش واقع شده‌است.